# Ludwig Berger (kompositör)
Ludwig Berger, född den 18 april 1777 i Berlin, död den 16 februari 1839 i Berlin, var en tysk pianist, kompositör och pianolärare. 
Berger tillbringade sin uppväxt i Templin och Frankfurt, där han studerade både flöjt och piano. Senare studerade han komposition för J. A. Gürrlich i Berlin. 
Han fick lektioner av tonsättaren Clementi, och besökte honom i Ryssland, där han stannade i åtta år. Under tiden i Ryssland gifte han sig, men blev änkling inom ett år. 
Under Napoleonkrigen flydde han till London, där hans framträdanden blev väl mottagna. Han återvände till Berlin 1815 och levde där resten av sitt liv. 
En nervskada i armen ledde till att han fick sluta som pianovirtuos, and han började sina bana som lärare. Han räknade Mendelssohn, Taubert, Henselt, Dorn och August Wilhelm Bach bland sina mer namnkunniga lärjungar. 
Berger skrev över 160 solosånger, liksom pianokonserter, sju pianosonater, tjugonio etyder och åtskilliga pianoverk för bruk i undervisningen.